# Servetto Giusta
El Servetto Giusta (codi UCI: SER) és un equip ciclista femení italià. Creat al 2013, té categoria UCI Women's Team.
No s'ha de confondre amb l'equip Footon-Servetto

## Classificacions UCI
Aquesta taula mostra la plaça de l'equip a la classificació de la Unió Ciclista Internacional a final de temporada i també la millor ciclista en la classificació individual de cada temporada.
| Temporada | Classificació per equips | Millor ciclista en la classificació individual |
| --------- | ------------------------ | ---------------------------------------------- |
| 2013      | 34è                      | Annalisa Cucinotta (306a)                      |
| 2014      | 17è                      | Natàlia Boiàrskaia (73a)                       |
| 2015      | 19è                      | Jolanda Neff (46a)                             |
| 2016      | 15è                      | Jolanda Neff (43a)                             |
| 2017      | 32è                      | Ksenia Dobrinina (134a)                        |

Del 2013 al 2015 l'equip va participar en la Copa del món
| Temporada | Classificació per equips | Millor ciclista en la classificació individual |
| --------- | ------------------------ | ---------------------------------------------- |
| 2013      | 21è                      | Annalisa Cucinotta (94a)                       |
| 2014      | 16è                      | Annalisa Cucinotta (45a)                       |
| 2015      | 27è                      | Jolanda Neff (38a)                             |

A partir del 2016, l'UCI Women's WorldTour va substituir la Copa del món
| Temporada | Classificació per equips | Millor ciclista en la classificació individual |
| --------- | ------------------------ | ---------------------------------------------- |
| 2016      | 19è                      | Huang Ting-ying (29a)                          |
| 2017      | 21è                      | Ksenia Dobrinina (61a)                         |

## Composició de l'equip
| \| Llista de l'equip 2013 \| Llista de l'equip 2013 \| Llista de l'equip 2013 \| Llista de l'equip 2013 \| \| Ciclista \| Data de naixement \| Equip previ \| \| \| ----------------------------------------- \| ---------------------- \| ---------------------- \| ---------------------- \| \| Alessia Aimone Secat (1 de gen–1 de jul) \| 17 de gener de 1994 \| \| \| \| Simona Bortolotti \| 6 de desembre de 1994 \| \| \| \| Veronica Cornolti \| 30 de desembre de 1994 \| \| \| \| Annalisa Cucinotta (8 de juny–31 de des) \| 4 de març de 1986 \| Kleo Ladies (2012) \| \| \| Corinna Defile \| 15 de desembre de 1994 \| \| \| \| Jasmine Dotti (20 de juny–31 de des) \| 11 de juliol de 1993 \| \| \| \| Isabella Ferrari \| 3 de novembre de 1994 \| \| \| \| Marina Lari \| 5 de juny de 1989 \| \| \| \| Marta Manitto (1 de gen–1 de jul) \| 6 de maig de 1994 \| \| \| \| Emma Marcelli (19 de juny–31 de des) \| 28 de desembre de 1985 \| \| \| \| Giorgia Nanni \| 15 de maig de 1994 \| \| \| \| Maria Cristina Nisi (1 de gen–10 de juny) \| 5 de setembre de 1985 \| \| \| \| Roberta Tasca \| 31 de octubre de 1994 \| \| \| \| \| \| \| \| \| Font: UCI \| \| \| \|Nota: Alessia Aimone Secat |                        |                    |  |
| Llista de l'equip 2013 |                        |                    |  |
| Ciclista | Data de naixement      | Equip previ        |  |
| Alessia Aimone Secat (1 de gen–1 de jul) | 17 de gener de 1994    |                    |  |
| Simona Bortolotti | 6 de desembre de 1994  |                    |  |
| Veronica Cornolti | 30 de desembre de 1994 |                    |  |
| Annalisa Cucinotta (8 de juny–31 de des) | 4 de març de 1986      | Kleo Ladies (2012) |  |
| Corinna Defile | 15 de desembre de 1994 |                    |  |
| Jasmine Dotti (20 de juny–31 de des) | 11 de juliol de 1993   |                    |  |
| Isabella Ferrari | 3 de novembre de 1994  |                    |  |
| Marina Lari | 5 de juny de 1989      |                    |  |
| Marta Manitto (1 de gen–1 de jul) | 6 de maig de 1994      |                    |  |
| Emma Marcelli (19 de juny–31 de des) | 28 de desembre de 1985 |                    |  |
| Giorgia Nanni | 15 de maig de 1994     |                    |  |
| Maria Cristina Nisi (1 de gen–10 de juny) | 5 de setembre de 1985  |                    |  |
| Roberta Tasca | 31 de octubre de 1994  |                    |  |
| |                        |                    |  |
| Font: UCI |                        |                    |  |

| \| Llista de l'equip 2014 \| Llista de l'equip 2014 \| Llista de l'equip 2014 \| Llista de l'equip 2014 \| \| Ciclista \| Data de naixement \| Equip previ \| \| \| --------------------------------------- \| ---------------------- \| ---------------------------- \| ---------------------- \| \| Simona Bortolotti \| 6 de desembre de 1994 \| \| \| \| Natalja Bojarskaja \| 27 de febrer de 1983 \| RusVelo (2012) \| \| \| Elisabet Bru \| 17 de abril de 1995 \| \| \| \| Veronica Cornolti \| 30 de desembre de 1994 \| \| \| \| Annalisa Cucinotta \| 4 de març de 1986 \| Kleo Ladies (2012) \| \| \| Marina Lari \| 5 de juny de 1989 \| \| \| \| Marina Likhanova \| 27 de octubre de 1990 \| \| \| \| Emma Marcelli \| 28 de desembre de 1985 \| Team Pratomagno Women (2013) \| \| \| Giovanna Michieletto \| 18 de març de 1995 \| \| \| \| Flávia Oliveira (1 de juny–31 de des) \| 27 de octubre de 1981 \| GSD Gestion-Kallisto (2013) \| \| \| Elizaveta Oshurkova (1 de gen–8 de jul) \| 19 de juny de 1991 \| \| \| \| Anna Potokina \| 18 de juny de 1987 \| Lointek (2013) \| \| \| Sari Saarelainen (27 de març–15 de jul) \| 1 de març de 1981 \| MCipollini-Giordana (2013) \| \| \| Swetlana Bubnenkowa \| 2 de gener de 1973 \| Team Pratomagno Women (2013) \| \| \| Maria Adele Tuia \| 10 de novembre de 1983 \| \| \| \| Luisa Zenna (1 de gen–31 de març) \| 22 de juliol de 1995 \| \| \| \| \| \| \| \| \| Font: UCI \| \| \| \| |                        |                              |  |
| Llista de l'equip 2014 |                        |                              |  |
| Ciclista | Data de naixement      | Equip previ                  |  |
| Simona Bortolotti | 6 de desembre de 1994  |                              |  |
| Natalja Bojarskaja | 27 de febrer de 1983   | RusVelo (2012)               |  |
| Elisabet Bru | 17 de abril de 1995    |                              |  |
| Veronica Cornolti | 30 de desembre de 1994 |                              |  |
| Annalisa Cucinotta | 4 de març de 1986      | Kleo Ladies (2012)           |  |
| Marina Lari | 5 de juny de 1989      |                              |  |
| Marina Likhanova | 27 de octubre de 1990  |                              |  |
| Emma Marcelli | 28 de desembre de 1985 | Team Pratomagno Women (2013) |  |
| Giovanna Michieletto | 18 de març de 1995     |                              |  |
| Flávia Oliveira (1 de juny–31 de des) | 27 de octubre de 1981  | GSD Gestion-Kallisto (2013)  |  |
| Elizaveta Oshurkova (1 de gen–8 de jul) | 19 de juny de 1991     |                              |  |
| Anna Potokina | 18 de juny de 1987     | Lointek (2013)               |  |
| Sari Saarelainen (27 de març–15 de jul) | 1 de març de 1981      | MCipollini-Giordana (2013)   |  |
| Swetlana Bubnenkowa | 2 de gener de 1973     | Team Pratomagno Women (2013) |  |
| Maria Adele Tuia | 10 de novembre de 1983 |                              |  |
| Luisa Zenna (1 de gen–31 de març) | 22 de juliol de 1995   |                              |  |
| |                        |                              |  |
| Font: UCI |                        |                              |  |

| \| Llista de l'equip 2015 \| Llista de l'equip 2015 \| Llista de l'equip 2015 \| Llista de l'equip 2015 \| \| Ciclista \| Data de naixement \| Equip previ \| \| \| ---------------------------------------- \| ---------------------- \| --------------------------------- \| ---------------------- \| \| Vittoria Bussi \| 19 de març de 1987 \| SC Michela Fanini Rox (2014) \| \| \| Veronica Cornolti \| 30 de desembre de 1994 \| \| \| \| Silvia Folloni \| 21 de juny de 1995 \| \| \| \| Elena Franchi \| 26 de agost de 1996 \| \| \| \| Ielena Kutxínskaia \| 11 de desembre de 1984 \| RusVelo (2014) \| \| \| Marina Likhanova \| 27 de octubre de 1990 \| \| \| \| Riccarda Mazzotta \| 8 de juny de 1986 \| \| \| \| Jolanda Neff \| 5 de gener de 1993 \| Liv Pro XC (2014) \| \| \| Michela Pavin \| 15 de juliol de 1994 \| Alé Cipollini (2014) \| \| \| Anna Potokina \| 18 de juny de 1987 \| Lointek (2013) \| \| \| Ievhènia Vissotska (30 de jul–31 de des) \| 11 de desembre de 1975 \| SC Michela Fanini Rox (2014) \| \| \| Jessie Walker (12 de juny–31 de des) \| 20 de setembre de 1994 \| Matrix Fitness Pro Cycling (2015) \| \| \| \| \| \| \| \| Font: UCI \| \| \| \| |                        |                                   |  |
| Llista de l'equip 2015 |                        |                                   |  |
| Ciclista | Data de naixement      | Equip previ                       |  |
| Vittoria Bussi | 19 de març de 1987     | SC Michela Fanini Rox (2014)      |  |
| Veronica Cornolti | 30 de desembre de 1994 |                                   |  |
| Silvia Folloni | 21 de juny de 1995     |                                   |  |
| Elena Franchi | 26 de agost de 1996    |                                   |  |
| Ielena Kutxínskaia | 11 de desembre de 1984 | RusVelo (2014)                    |  |
| Marina Likhanova | 27 de octubre de 1990  |                                   |  |
| Riccarda Mazzotta | 8 de juny de 1986      |                                   |  |
| Jolanda Neff | 5 de gener de 1993     | Liv Pro XC (2014)                 |  |
| Michela Pavin | 15 de juliol de 1994   | Alé Cipollini (2014)              |  |
| Anna Potokina | 18 de juny de 1987     | Lointek (2013)                    |  |
| Ievhènia Vissotska (30 de jul–31 de des) | 11 de desembre de 1975 | SC Michela Fanini Rox (2014)      |  |
| Jessie Walker (12 de juny–31 de des) | 20 de setembre de 1994 | Matrix Fitness Pro Cycling (2015) |  |
| |                        |                                   |  |
| Font: UCI |                        |                                   |  |

| \| Llista de l'equip 2016 \| Llista de l'equip 2016 \| Llista de l'equip 2016 \| Llista de l'equip 2016 \| \| Ciclista \| Data de naixement \| Equip previ \| \| \| ------------------------------------------ \| ---------------------- \| ---------------------------------- \| ---------------------- \| \| Nicole Brändli \| 18 de juny de 1979 \| Bigla (2009) \| \| \| Anna Ceoloni \| 8 de octubre de 1991 \| \| \| \| Antri Christoforou (6 de juny–31 de des) \| 2 de abril de 1992 \| \| \| \| Alice Gasparini \| 14 de desembre de 1997 \| \| \| \| Huang Ting-ying (15 de juny–31 de des) \| 29 de maig de 1990 \| \| \| \| Ielena Kutxínskaia (1 de gen–29 de feb) \| 11 de desembre de 1984 \| RusVelo (2014) \| \| \| Giulia Donato (8 de març–31 de des) \| 26 de setembre de 1992 \| BePink (2013) \| \| \| Lija Laizāne (1 de gen–21 de juny) \| 6 de juliol de 1993 \| Aromitalia Vaiano (2015) \| \| \| Eva Lechner \| 1 de juliol de 1985 \| BTC City Ljubljana (2015) \| \| \| Molly Meyvisch \| 27 de octubre de 1995 \| Lotto Soudal Ladies (2015) \| \| \| Jolanda Neff \| 5 de gener de 1993 \| Servetto Footon (2016) \| \| \| Elena Novikova \| 14 de gener de 1984 \| Tre Colli-Forno d'Asolo ACS (2015) \| \| \| Abby-Mae Parkinson \| 30 de juliol de 1997 \| \| \| \| Ana Paula Polegatch (24 de juny–31 de des) \| 21 de octubre de 1988 \| \| \| \| Anna Potokina \| 18 de juny de 1987 \| Lointek (2013) \| \| \| Katia Ragusa \| 19 de maig de 1997 \| \| \| \| Marion Sicot (1 de gen–16 de maig) \| 24 de juny de 1992 \| Région Centre (2015) \| \| \| Maria Vittoria Sperotto \| 20 de novembre de 1996 \| \| \| \| Gaia Tortolina \| 29 de juny de 1997 \| \| \| \| Jessie Walker \| 20 de setembre de 1994 \| Matrix Fitness Pro Cycling (2015) \| \| \| \| \| \| \| \| Font: UCI \| \| \| \| |                        |                                    |  |
| Llista de l'equip 2016 |                        |                                    |  |
| Ciclista | Data de naixement      | Equip previ                        |  |
| Nicole Brändli | 18 de juny de 1979     | Bigla (2009)                       |  |
| Anna Ceoloni | 8 de octubre de 1991   |                                    |  |
| Antri Christoforou (6 de juny–31 de des) | 2 de abril de 1992     |                                    |  |
| Alice Gasparini | 14 de desembre de 1997 |                                    |  |
| Huang Ting-ying (15 de juny–31 de des) | 29 de maig de 1990     |                                    |  |
| Ielena Kutxínskaia (1 de gen–29 de feb) | 11 de desembre de 1984 | RusVelo (2014)                     |  |
| Giulia Donato (8 de març–31 de des) | 26 de setembre de 1992 | BePink (2013)                      |  |
| Lija Laizāne (1 de gen–21 de juny) | 6 de juliol de 1993    | Aromitalia Vaiano (2015)           |  |
| Eva Lechner | 1 de juliol de 1985    | BTC City Ljubljana (2015)          |  |
| Molly Meyvisch | 27 de octubre de 1995  | Lotto Soudal Ladies (2015)         |  |
| Jolanda Neff | 5 de gener de 1993     | Servetto Footon (2016)             |  |
| Elena Novikova | 14 de gener de 1984    | Tre Colli-Forno d'Asolo ACS (2015) |  |
| Abby-Mae Parkinson | 30 de juliol de 1997   |                                    |  |
| Ana Paula Polegatch (24 de juny–31 de des) | 21 de octubre de 1988  |                                    |  |
| Anna Potokina | 18 de juny de 1987     | Lointek (2013)                     |  |
| Katia Ragusa | 19 de maig de 1997     |                                    |  |
| Marion Sicot (1 de gen–16 de maig) | 24 de juny de 1992     | Région Centre (2015)               |  |
| Maria Vittoria Sperotto | 20 de novembre de 1996 |                                    |  |
| Gaia Tortolina | 29 de juny de 1997     |                                    |  |
| Jessie Walker | 20 de setembre de 1994 | Matrix Fitness Pro Cycling (2015)  |  |
| |                        |                                    |  |
| Font: UCI |                        |                                    |  |

| \| Llista de l'equip 2017 \| Llista de l'equip 2017 \| Llista de l'equip 2017 \| Llista de l'equip 2017 \| \| Ciclista \| Data de naixement \| Equip previ \| \| \| ------------------------------------------- \| ---------------------- \| --------------------------------------- \| ---------------------- \| \| Letizia Borghesi \| 16 de octubre de 1998 \| \| \| \| Antri Christoforou \| 2 de abril de 1992 \| \| \| \| Ksénia Dobrínina \| 11 de gener de 1994 \| Astana Women's Team (2016) \| \| \| Clemilda Fernandes \| 25 de juny de 1979 \| Bizkaia-Durango (2014) \| \| \| Alice Gasparini \| 14 de desembre de 1997 \| \| \| \| Daniela Gass \| 5 de novembre de 1980 \| Wielerclub de sprinters Malderen (2016) \| \| \| Huang Ting-ying \| 29 de maig de 1990 \| \| \| \| Aline Knechtli \| 26 de maig de 1990 \| \| \| \| Laura Lozano \| 25 de octubre de 1986 \| SC Michela Fanini (2016) \| \| \| Anna Potokina \| 18 de juny de 1987 \| Lointek (2013) \| \| \| Natalya Sokovnina \| 18 de gener de 1990 \| Astana Women's Team (2016) \| \| \| Gaia Tortolina \| 29 de juny de 1997 \| \| \| \| Femke Verstichelen (1 de gen–15 de març) \| 22 de març de 1984 \| \| \| \| Ana Sanabria Sánchez (12 de juny–31 de des) \| 2 de maig de 1990 \| Bizkaia-Durango (2014) \| \| \| \| \| \| \| \| Font: UCI \| \| \| \| |                        |                                         |  |
| Llista de l'equip 2017 |                        |                                         |  |
| Ciclista | Data de naixement      | Equip previ                             |  |
| Letizia Borghesi | 16 de octubre de 1998  |                                         |  |
| Antri Christoforou | 2 de abril de 1992     |                                         |  |
| Ksénia Dobrínina | 11 de gener de 1994    | Astana Women's Team (2016)              |  |
| Clemilda Fernandes | 25 de juny de 1979     | Bizkaia-Durango (2014)                  |  |
| Alice Gasparini | 14 de desembre de 1997 |                                         |  |
| Daniela Gass | 5 de novembre de 1980  | Wielerclub de sprinters Malderen (2016) |  |
| Huang Ting-ying | 29 de maig de 1990     |                                         |  |
| Aline Knechtli | 26 de maig de 1990     |                                         |  |
| Laura Lozano | 25 de octubre de 1986  | SC Michela Fanini (2016)                |  |
| Anna Potokina | 18 de juny de 1987     | Lointek (2013)                          |  |
| Natalya Sokovnina | 18 de gener de 1990    | Astana Women's Team (2016)              |  |
| Gaia Tortolina | 29 de juny de 1997     |                                         |  |
| Femke Verstichelen (1 de gen–15 de març) | 22 de març de 1984     |                                         |  |
| Ana Sanabria Sánchez (12 de juny–31 de des) | 2 de maig de 1990      | Bizkaia-Durango (2014)                  |  |
| |                        |                                         |  |
| Font: UCI |                        |                                         |  |